# イアン・ブライス
イアン・ブライス（Ian Bryce, 1956年 - ）は、イングランドの映画プロデューサーである。

## 人物
『スター・ウォーズ/ジェダイの復讐』のプロダクション・アシスタントをしていたほか、『プライベート・ライアン』によりアカデミー作品賞にノミネートされたことで知られる。

## キャリア
初期は『スター・ウォーズ/ジェダイの復讐』や『インディ・ジョーンズ/魔宮の伝説』などに参加していた。
1998年に製作したスティーヴン・スピルバーグ監督の『プライベート・ライアン』が興行的に成功をおさめ、プロデューサーとしてゴールデングローブ賞、アカデミー賞、英国アカデミー賞にノミネートされた。2000年には『あの頃ペニー・レインと』で再び英国アカデミー賞にノミネートされた。
2000年代後半からは大作映画『トランスフォーマー』を製作し、興行的に成功をおさめている。

## フィルモグラフィ
- スター・ウォーズ/ジェダイの復讐 Star Wars Episode VI: Return of the Jedi (1983) プロダクション・アシスタント
- インディ・ジョーンズ/魔宮の伝説 Indiana Jones and the Temple of Doom (1984) 第2班監督
- エンドア/魔空の妖精 Ewoks: The Battle for Endor (1985) アソシエイト・プロデューサー
- ハワード・ザ・ダック/暗黒魔王の陰謀 Howard the Duck (1986) アソシエイト・プロデューサー
- ロジャー・ラビット Who Framed Roger Rabbit (1988) プロダクション・マネージャー
- インディ・ジョーンズ/最後の聖戦 Indiana Jones and the Last Crusade (1989) プロダクション・マネージャー
- フィールド・オブ・ドリームス Field of Dreams (1989) プロダクション・マネージャー
- ロケッティア The Rocketeer (1991) プロダクション・マネージャー
- バットマン リターンズ Batman Returns (1992) アソシエイト・プロデューサー
- ライジング・サン Rising Sun (1993) ライン・プロデューサー
- ビバリー・ヒルビリーズ/じゃじゃ馬億万長者 The Beverly Hillbillies (1993) 製作
- スピード Speed (1994) 製作総指揮
- ツイスター Twister (1996) 製作
- プライベート・ライアン Saving Private Ryan (1998) 製作
- フラッド Hard Rain (1998) 製作
- あの頃ペニー・レインと Almost Famous (2000) 製作
- スパイダーマン Spider-Man (2002) 製作
- ティアーズ・オブ・ザ・サン Tears of the Sun (2003) 製作
- アイランド The Island (2005) 製作
- トランスフォーマー Transformers (2007) 製作
- ハンコック Hancock (2008) 製作総指揮
- トランスフォーマー/リベンジ Transformers: Revenge of the Fallen (2009) 製作
- トランスフォーマー/ダークサイド・ムーン Transformers: Dark of the Moon (2011) 製作
- ワールド・ウォーZ World War Z (2013) 製作
- ペイン&ゲイン 史上最低の一攫千金 Pain & Gain (2013) 製作
- トランスフォーマー/ロストエイジ Transformers: Age of Extinction (2014) 製作
- ミュータント・タートルズ Teenage Mutant Ninja Turtles (2014) 製作
- アメリカン・レポーター Whiskey Tango Foxtrot (2016) 製作
- ウォー・マシーン: 戦争は話術だ! War Machine (2017) 製作
- トランスフォーマー/最後の騎士王 Transformers: The Last Knight (2017) 製作
- 6アンダーグラウンド 6 Underground (2019) 製作
- オハナ Finding 'Ohana (2021) 製作